# Конструктор за копиране
Конструкторът за копиране (на английски: copy constructor), е специален конструктор в езика за програмиране C++, който се създава, за да се направи копие на обект.
Принципно, по време на компилация, компилаторът създава служебен (системен) конструктор за копиране (default copy constructor) за всеки клас. В случай обаче, когато програмистът създаде такъв конструктор, още се нарича потребителски дефиниран (user defined) конструктор за копиране, компилаторът не създава служебен (системен).
Най-често потребителски дефиниран конструктор за копиране се налага да се създаде, когато класът притежава член-данни, които са от тип указател, т.е когато в програмата се използва динамична памет. В този случай също така се налага и да се дефинират още два специални метода към класа, които заедно с конструктора за копиране образуват Голямата тройка.

## Пример за конструктор за копиране
```
#include
 
<iostream>

#include
 
<string.h>

using
 
namespace
 
std
;

class
 
Example

{

    
char
*
 
ex
;

public
:

//...

Example
(
const
 
Example
&
 
other
);
 
// Декларация на конструктора за копиране

//...

};

//...

Example
::
Example
(
const
 
Example
&
 
other
)

{

    
ex
  
=
 
new
 
char
 
[
strlen
(
other
.
ex
)
 
+
 
1
];

    
strcpy
 
(
ex
,
 
other
.
ex
);

}

//...

```